# Lituaria amoyensis
Lituaria amoyensis is een Pennatulaceasoort uit de familie van de Veretillidae. De wetenschappelijke naam van de soort is voor het eerst geldig gepubliceerd in 1935 door Koo.